# سوتی ایوان زلینا
سْو ِتی ایوان ز ِلینا (به کرواتی: Sveti Ivan Zelina) شهری در زاگرب کشور کرواسی است که جمعیت آن در سال ۲۰۱۱ میلادی ۱۶٬۲۲۸ نفر بوده‌است.